# Tierra de Victoria
|  |

La Tierra de Victoria o Tierra Victoria (en inglés, Victoria Land ) es un sector de la costa de la Antártida Oriental bordeada al este por el mar de Ross, que se extiende desde el cabo Adare (70°30′S 164°09′E / -70.500, 164.150) en el extremo norte de la península Adare, límite con la costa Pennell, hasta el acantilado Minna (78°31′S 166°25′E / -78.517, 166.417), límite con la costa Hillary; y por el interior hasta las cabeceras de la meseta polar.
El cabo Adare es el punto convencional que marca el inicio de los macizos de las montañas Transantárticas, límite entre los dos grandes sectores en que se divide el continente, por lo que la Tierra de Victoria ubicada al oriente del mismo se halla en la Antártida Occidental.
Fue descubierta por el capitán James Clark Ross en enero de 1841 y nombrada en honor de la reina Victoria I del Reino Unido.

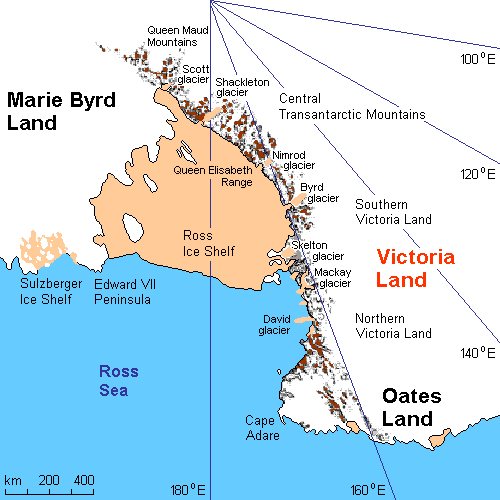
Ubicación de la Tierra de Victoria.

La región comprende los valles secos de McMurdo. Entre los primeros exploradores de esta tierra figura Douglas Mawson.
La costa de la Tierra de Victoria se divide en dos sectores: la costa Borchgrevink entre el cabo Adare y el cabo Washington (74°39′S 165°25′E / -74.650, 165.417), y la costa Scott, desde ese cabo hasta el acantilado Minna.

## Reclamaciones territoriales
La parte de la Tierra de Victoria situada al este del meridiano 160° E es reclamada por Nueva Zelanda como parte de la Dependencia Ross, mientras que la parte situada al oeste de ese meridiano cae dentro de la reclamación de Australia llamada Territorio Antártico Australiano, aunque este país llama al área Tierra de Oates. Ambas reclamaciones solo son reconocidas por unos pocos países y desde la firma del Tratado Antártico en 1959, lo mismo que otras reclamaciones antárticas, han quedado sujetas a sus disposiciones, por lo que Australia y Nueva Zelanda ejercen actos de administración y soberanía sobre el territorio sin interferir en las actividades que realizan otros estados en él.